# Procès Knowlton

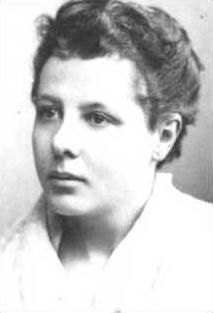
Annie Besant

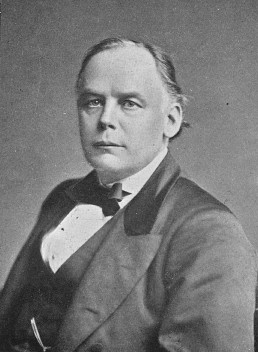
Charles Bradlaugh

Le procès dit « procès Knowlton » opposa en 1877 la couronne britannique à Annie Besant et Charles Bradlaugh. Ils étaient poursuivis pour « obscénité » pour la publication de l'ouvrage de Charles Knowlton, The Fruits of Philosophy, or the Private Companion of Young Married People qui portait sur le contrôle des naissances.

## Cause
Le secrétaire de la National Secular Society et rédacteur au National Reformer, Charles Watts était aussi l'éditeur et imprimeur du journal et des pamphlets de ses auteurs. Il possédait les droits d'un pamphlet écrit en 1832 par Charles Knowlton, un médecin américain, à propos du contrôle des naissances, de son caractère justifié et, surtout, des méthodes pour y parvenir. L'ouvrage, The Fruits of Philosophy, or the Private Companion of Young Married People, avait été condamné aux États-Unis pour indécence, mais son succès était resté constant au Royaume-Uni. En 1874, un libraire de Bristol, déjà condamné pour diffusion de littérature « obscène », avait ajouté deux illustrations considérées comme « indécentes » afin d'augmenter à la fois les ventes globales et le prix de chaque ouvrage. Traîné devant la justice, il sollicita l'aide de Watts qui demanda à son tour conseil à Annie Besant. Elle répondit : « Défendable d'un point de vue médical ». Mais, ni Watts, ni Besant, ni Bradlaugh n'étaient alors informés des « ajouts » du libraire de Bristol. Finalement informé, l'éditeur retira l'ouvrage de la vente et promit en justice de détruire les planches incriminées,,.

## Engagement pour le contrôle des naissances
Bradlaugh et Besant se montrèrent surpris du peu de volonté de défendre l'ouvrage dont fit preuve Watts. Annie Besant menaça de retirer ses pamphlets de la maison d'édition de Watts s'il n'était pas plus combatif ; elle promit également de s'occuper de son épouse si, en défendant l'ouvrage devant la justice, il se retrouvait condamné à une peine de prison. Lors d'une conférence à Plymouth, Annie Besant déclara que The Fruits of Philosophy était parfaitement acceptable d'un point de vue médical et n'était pas plus choquant d'un point de vue littéraire que du Smollett, du Sterne ou du Fielding. Elle réussit à collecter la somme (importante alors) de 8 £ pour la défense de l'éditeur. Mais ce dernier préféra céder à la justice. Il perdit alors toutes les publications de la National Secular Society, fut remercié du National Reformer et finalement ruiné. Le 20 janvier 1877, Bradlaugh et Besant créèrent la maison d'édition Freethought Publishing Company qui réédita immédiatement The Fruits of Philosophy, avec un nouveau sous-titre, moins provocant : An Essay on the Population Question et une préface défendant la libre-pensée. Il semblerait que Bradlaugh et Besant aient désiré le procès afin d'en faire une tribune pour la cause néo-malthusienne. Ainsi, au début du procès, lorsque le magistrat proposa à Annie Besant de la relaxer, elle refusa. La première édition parut le 23 mars 1877, ils vendirent cinq cents exemplaires en vingt minutes ; même après le début du scandale et la campagne de presse contre l'ouvrage, ils continuèrent à le vendre en grand nombre, principalement dans les milieux pauvres, mais aussi à des épouses d'ecclésiastiques,,,.

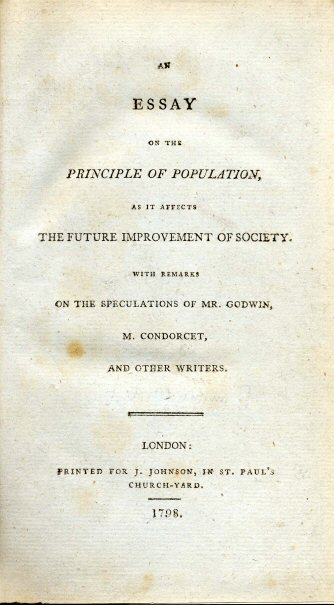
Thomas Malthus, An Essay on the Principle of Population.

Bradlaugh et Besant en firent livrer directement au tribunal et à la police. La semaine suivante, ils se rendirent au poste de police pour demander pourquoi ils n'avaient pas encore été arrêtés. On leur répondit que les papiers n'étaient pas encore prêts mais que la Christian Evidence Society aurait porté plainte. Une souscription fut lancée auprès des lecteurs du National Reformer pour financer leur défense,. Le 7 avril 1877, ils furent finalement arrêtés, une procédure beaucoup plus humiliante qu'une simple convocation, et jetés en prison. Annie Besant évoque dans ses Mémoires les souvenirs désagréables de ce passage derrière les barreaux : on lui prit son sac, sa montre, ses clefs, on la mesura avant de lui faire subir une fouille au corps. Ils étaient accusés de corrompre la jeunesse en l'incitant à « des pratiques indécentes, obscènes, contre nature et immorales ». Bradlaugh qui maîtrisait le droit décida de se défendre lui-même. Annie Besant décida de l'imiter. Ses amis, Bradlaugh compris, tentèrent de l'en dissuader : cela ne serait pas convenable pour une « lady » et son mari risquerait d'utiliser les débats contre elle. Elle prépara sa défense en comparant les Fruits of Philosophy avec des textes médicaux et les écrits d'auteurs comme John Stuart Mill qui discutaient, avec Malthus de la nécessité de limiter la croissance de la population, mais sans entrer dans les détails « techniques ».

## Procès
L'accusation fut conduite par le Solicitor General lui-même, Hardinge Giffard. Il déclara que l'ouvrage, défendant la contraception, incitait à l'amour libre, à l'abandon de la chasteté et donc à la fin de la société civilisée. Annie Besant se défendit en déclarant que c'était calomnier les femmes de Grande-Bretagne de considérer que la seule raison pour laquelle elles seraient chastes était la peur de la maternité. Elle ajouta que les femmes qui désiraient avoir une sexualité hors mariage étaient déjà suffisamment dépravées et n'avaient pas besoin des Fruits of Philosophy. Il s'agissait ici pour elle de bien marquer sa désapprobation de la prostitution. Elle devint la première femme à publiquement défendre le contrôle des naissances en insistant sur le fait qu'une information sur celui-ci (dans le cadre du mariage donc) était nécessaire. Elle cita les témoignages qu'elle avait reçus de femmes mariées qui vivaient dans l'angoisse de leur prochaine grossesse dans laquelle elle risquaient leur vie. Elle évoqua les quartiers misérables peuplés d'enfants mourant de faim. Elle récusa l'accusation d'« obscénité », déclarant qu'il n'y avait pas eu intention de nuire, élément essentiel dans l'accusation ; de plus, elle insista sur le fait que les ouvrages médicaux, comme c'était le cas pour le livre de Knowlton, devaient nécessairement être exclus de ce type d'accusation. Elle ne demandait que le droit de rendre public le débat sur la limitation de la population, appelant à son aide divers auteurs s'interrogeant sur le sujet : Charles Darwin, Millicent Fawcett ou un rapport parlementaire de 1867. En tant que mère d'une petite fille, elle ne voulait pas, dit-elle, que celle-ci restât trop longtemps ignorante des fonctions des organes sexuels, peut-être ici inspirée par sa propre expérience malheureuse. Elle termina sa défense en demandant au jury de ne pas l'envoyer en prison, au milieu de femmes perdues dont le simple contact serait pour elle une souffrance. Ici encore, il s'agissait de condamner la prostitution,,.
Bradlaugh usa pratiquement des mêmes argument qu'Annie Besant. Rappelant la misère de sa propre enfance, il déclara qu'il valait mieux empêcher la naissance d'un enfant plutôt que « le livrer à la mort par manque d'air, de nourriture et de vêtements ».
Lorsque les jurés se retirèrent, on les entendit, depuis la salle d'audience, se disputer violemment : seuls six d'entre eux considéraient Besant et Bradlaugh coupables. Finalement, le jury déclara le livre condamnable, mais exonéra les accusés de toute volonté de nuire. Le verdict fut mis en délibéré. Le lendemain même, Besant et Bradlaugh tinrent une conférence au cours de laquelle ils vendirent ouvertement les Fruits of Philosophy. Aussi, lorsque la sentence fut prononcée, le juge se montra plus sévère que prévu. Ils furent condamnés à six mois de prison, 200 £ d'amende chacun et durent déposer une caution (500 £ pour deux ans) destinée à les empêcher de continuer à vendre le livre. La sentence fut suspendue en attendant que la Court of Error (équivalent de la Cour de Cassation) ait statué sur un vice de forme : on n'avait pas notifié aux accusés les passages « obscènes » qui étaient la cause du procès (le juge avait déclaré que tout le livre était obscène et avait refusé de le lire),,.

## Appel
Finalement, en janvier 1878, la Court of Error décida que les passages « obscènes » n'ayant pas été notifiés aux accusés, le verdict était cassé. Le Ministère public décida de ne pas relancer de procédure. De même, Besant et Bradlaugh retirèrent discrètement l'ouvrage du catalogue de la Freethought Publishing Company et le remplacèrent par l'ouvrage d'Annie Besant elle-même Law of Population. Le procès eut cependant pour conséquence ultime une scission dans la National Secular Society. Ceux qui considéraient que Besant et Bradlaugh étaient allés trop loin quittèrent le mouvement pour fonder la British Secular Society,.